# Stóla (ruhadarab)

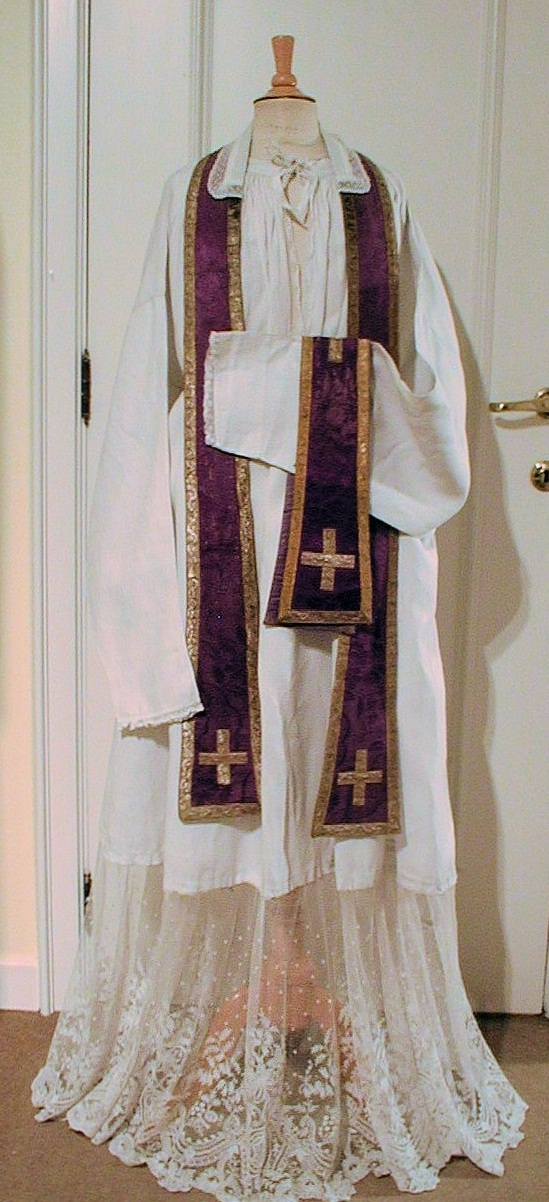
Stóla és manipula

A stóla (latinul:  ]stola) a római katolikus egyházban egy hosszú, szalag formájú liturgikus ruha, a papi hatalom jele. Anyaga azonos a miseruháéval. Az ortodox egyházban a megfelelője az orarion. (latinul orarium)

## A szó eredete
A görög sztólé = ruha szóból származik.

## Viselése
Kb. Két és fél méter hosszú, szalag alakú, vállon viselt ruhadarab. Karingen, albán a diákonus a bal vállán átvetve és a jobb karja alatt megkötve, míg az áldozópap a nyakában, két vállán viseli. A második vatikáni zsinat (1962–65) által előírt liturgikus reform után a papok a miseruha felett is viselik. Az idők folyamán elvékonyodott stóla helyett ma ismét elterjedt a jelentőségének inkább megfelelő nagyméretű, széles és térden alul érő stóla.

## Története
Keleten a 4., Nyugaton a 6. században jelent meg. Az elnevezés Galliából ered, ahol a 10. században vált általánossá. Eredetileg verítéket, szájat törlő kendő volt (orarion), amely az ókorban állami rangot jelképezett, végül egyházi rangot jelző ruhadarabbá vált. Ma a stóla az egyházi rendben részesült személyek egyértelmű jele a liturgikus cselekmények végzése alkalmával..